# NGC 4075
NGC 4075 (również PGC 38216) – galaktyka spiralna (S0-a), znajdująca się w gwiazdozbiorze Panny. Odkrył ją John Herschel 14 kwietnia 1828 roku.